# المروسة (قفل شمر)

تعديل مصدري - تعديل

المروسة هي إحدى قرى عزلة المخلاف بمديرية قفل شمر التابعة لمحافظة حجة، بلغ تعداد سكانها 303 نسمة حسب تعداد اليمن لعام 2004.